# Saint-Joseph (Loire)
Saint-Joseph is een gemeente in het Franse departement Loire (regio Auvergne-Rhône-Alpes). De plaats maakt deel uit van het arrondissement Saint-Étienne. Saint-Joseph telde op 1 januari 2022 1.978 inwoners.

## Geografie
De oppervlakte van Saint-Joseph bedroeg op 1 januari 2022 8,05 vierkante kilometer; de bevolkingsdichtheid was toen 245,7 inwoners per km².

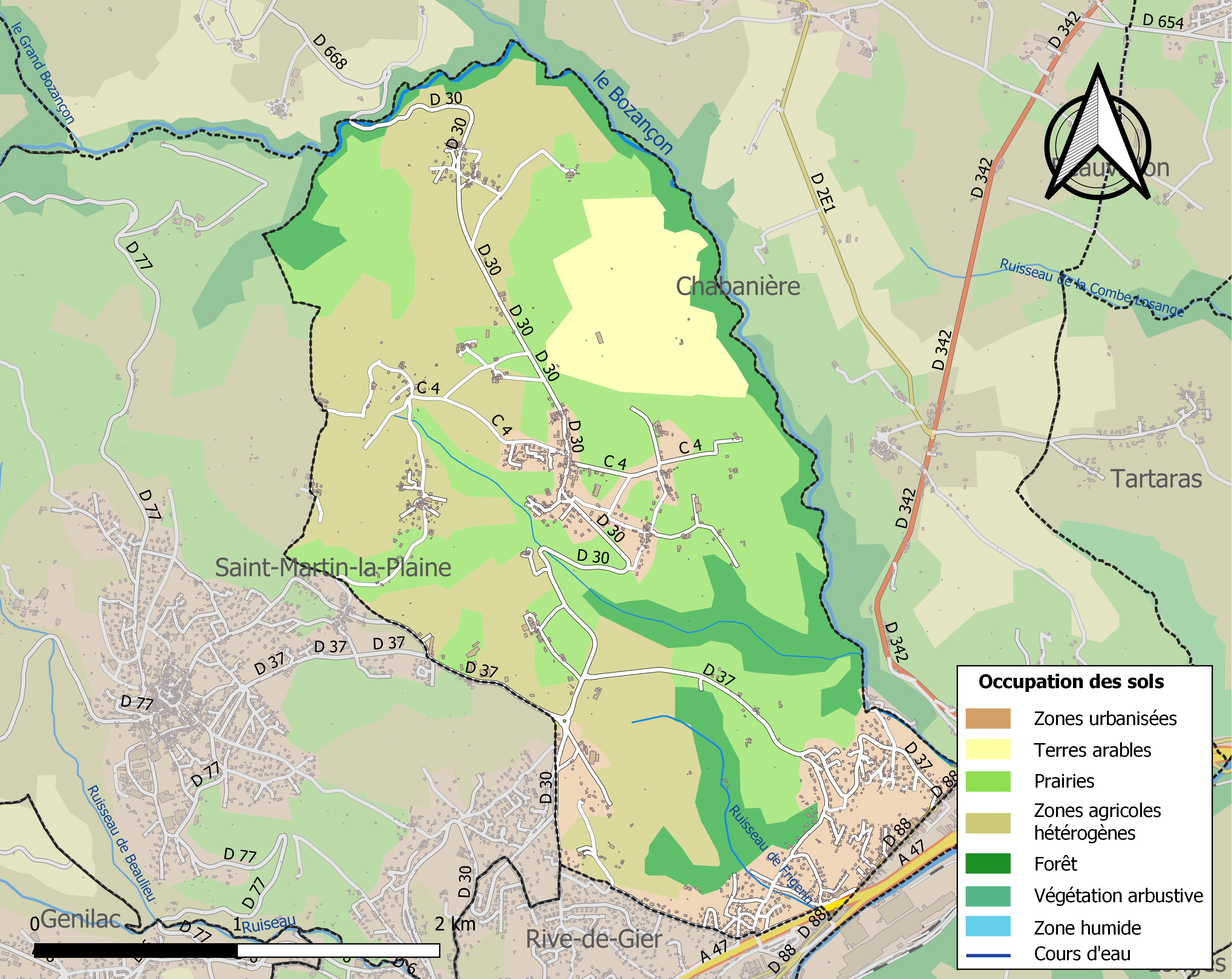
Kaart van de gemeente met de belangrijkste infrastructuur, bodemgebruik en omliggende gemeenten

## Demografie
Onderstaande figuur toont het verloop van het inwonertal (bron: INSEE-tellingen).